# Kongomé
Kongomé (auch: Gongome, Kongomeh, Kongomy, Kougamé) ist ein Dorf in der Landgemeinde Garagoumsa in Niger.

## Geographie
Das von einem traditionellen Ortsvorsteher (chef traditionnel) geleitete Dorf befindet sich rund 28 Kilometer westlich des Hauptorts Takeita der Landgemeinde Garagoumsa und des gleichnamigen Departements Takeita, das zur Region Zinder gehört. Zu den Siedlungen in der näheren Umgebung von Kongomé zählen Koundoumaoua und Dan Goudaou im Südosten, Sarba im Südwesten und Chabaré im Westen.
Kongomé liegt auf einer Höhe von 443 m. Es herrscht das Klima der Sahelzone vor, mit einer durchschnittlichen jährlichen Niederschlagsmenge zwischen 300 und 400 mm.
Die Forêt classée de Kongomé ist ein 1840 Hektar großes Waldschutzgebiet. Die Unterschutzstellung erfolgte am 21. Dezember 1952. Noch in den 1970er Jahren wurde das Schutzgebiet nicht landwirtschaftlich genutzt. Ende der 1990er Jahre war es bereits von Übernutzung betroffen.

## Geschichte

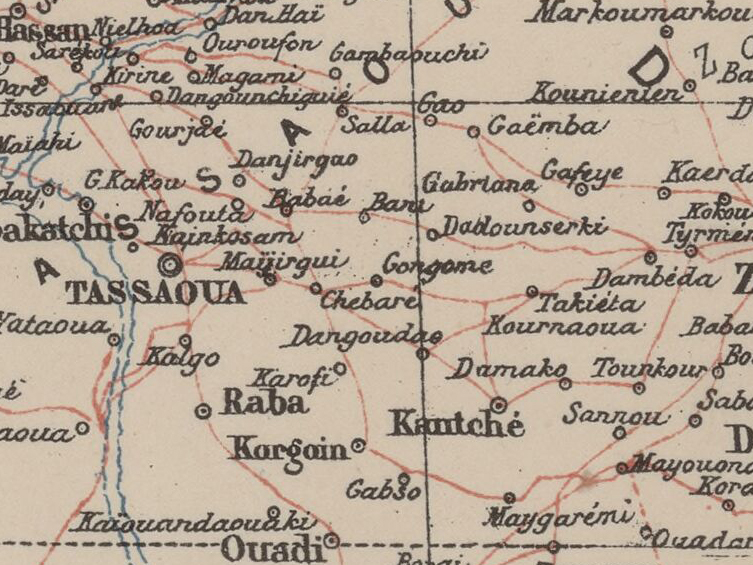
Ausschnitt einer Karte von 1903 mit Kongomé (Gongome) im Zentrum

Der britische Reiseschriftsteller A. Henry Savage Landor besuchte Kongomé am 22. September 1906 bei seiner zwölfmonatigen Afrika-Durchquerung. In den 1920er Jahren galt die durch das Dorf führende und 1375 Kilometer lange Piste von Niamey nach N’Guigmi als einer der Hauptverkehrswege in der damaligen französischen Kolonie Niger. Sie war in der Trockenzeit bis Guidimouni und wieder ab Maïné-Soroa von Automobilen befahrbar.
Kongomé war 2010 von einer Ernährungskrise betroffen. Eltern nahmen ihre Kinder aus der Schule, um sie auf Nahrungssuche zu schicken.

## Bevölkerung
Bei der Volkszählung 2012 hatte Kongomé 1119 Einwohner, die in 148 Haushalten lebten. Bei der Volkszählung 2001 betrug die Einwohnerzahl 811 in 115 Haushalten und bei der Volkszählung 1988 belief sich die Einwohnerzahl auf 1013 in 167 Haushalten.
Die Bevölkerungsdichte in diesem Gebiet ist mit über 100 Einwohnern je Quadratkilometer hoch.

## Wirtschaft und Infrastruktur
Das Gebiet der Ebenen im Süden der Region Zinder, in dem Kongomé liegt, ist von einer anhaltenden Degradation der ackerbaulichen Flächen gekennzeichnet, die mit der hohen Bevölkerungsdichte in Zusammenhang steht. Es gibt eine Schule im Dorf.